# Делауеър (линеен кораб, 1909)
Делауеър (на английски: USS Delaware (BB-28)) е линеен кораб на САЩ. Главен кораб на едноименния проект. Става третият дредноут във флота на САЩ.
Линкорът „Делауеър“ е заложен в корабостроителницата на Нюпорт Нюз 11 ноември 1907 г., спуснат е на вода през януари 1909 г. и е въведен в състава на ВМС на САЩ през април 1910 г. Корабът е въоръжен с пет двуоръдейни кули с десет 305-мм оръдия и развива максимална скорост от 21 възела (39 км/ч). „Делауеър“ става шестият кораб от ВМС на САЩ, наречен в чест на 1-вия щат.
„Делауеър“ по време на своята кариера служи в Атлантическия Флот на САЩ. След влизането на Съединените щати в Първата световна война, през април 1917 г., „Делауеър“ е изпратен във Великобритания, за да укрепи британския Гранд Флийт и влиза в състава на 6-о Подразделение линейни кораби. Той не води бойни действия, тъй като и британците и немците са прекратили пряката конфронтация един с друг. След края на войната „Делауеър“ се връща към службата в мирно време, участвайки в маневри, плавания с кадети и посещавайки с визити чуждестранни пристанища. На кораба преминават обучение матроси за бързо увеличаващия се военноморски флот. Линкорът остава на действителна военна служба до началото на 1920 години. В съответствие с Вашингтонското морско съглашение, „Делауеър“ е съхранен в състава на флота, до края на строителството на новия линкор USS Colorado (BB-45) („Колорадо“). През 1924 г., линкорът е продаден за скрап.